# Confluenza Po - Bronda
Confluenza Po - Bronda este o arie protejată (arie specială de conservare — SAC, sit de importanță comunitară — SCI) din Italia întinsă pe o suprafață de 136 ha, integral pe uscat.

## Localizare
Centrul sitului Confluenza Po - Bronda este situat la coordonatele 44°40′59″N 7°27′18″E / 44.683056°N 7.455°E.

## Înființare
Situl Confluenza Po - Bronda a fost declarat sit de importanță comunitară în septembrie 1995 pentru a proteja 16 specii de animale. Situl a fost protejat și ca arie specială de conservare în februarie 2017.

## Biodiversitate
Situată în ecoregiunea continentală, aria protejată conține 3 habitate naturale: Lacuri eutrofice naturale cu vegetație de tip Magnopotamion sau Hydrocharition, Râuri cu maluri nămoloase cu vegetație de Chenopodion rubri p.p. și Bidention p.p., Păduri aluvionare cu Alnus glutinosa și Fraxinus excelsior (Alno-Padion, Alnion incanae, Salicion albae).
La baza desemnării sitului se află mai multe specii protejate:
- păsări (9): pescăruș albastru (Alcedo atthis), egretă mare (Ardea alba),  prundaș gulerat mic (Charadrius dubius), erete vânăt (Circus cyaneus), egretă mică (Egretta garzetta), piciorong (Himantopus himantopus), sfrâncioc roșiatic (Lanius collurio), stârc de noapte (Nycticorax nycticorax), nagâț (Vanellus vanellus)
- amfibieni (1): Triturus carnifex
- mamifere (1): liliac cărămiziu (Myotis emarginatus)
- pești (5): Barbus caninus, Barbus plebejus, Protochondrostoma genei, Salmo marmoratus, Telestes muticellus

Pe lângă speciile protejate, pe teritoriul sitului au mai fost identificate 6 specii de amfibieni, 2 specii de reptile.